# Lauaxeta
Esteban o Estepan Urkiaga Basaraz, más conocido por el pseudónimo Lauaxeta (Lauquíniz, 3 de agosto de 1905-Vitoria, 25 de junio de 1937), fue un poeta y periodista vizcaíno en euskera. Durante la Guerra Civil formó parte de la administración vasca, pero fue capturado por tropas franquistas y asesinado.

## Biografía

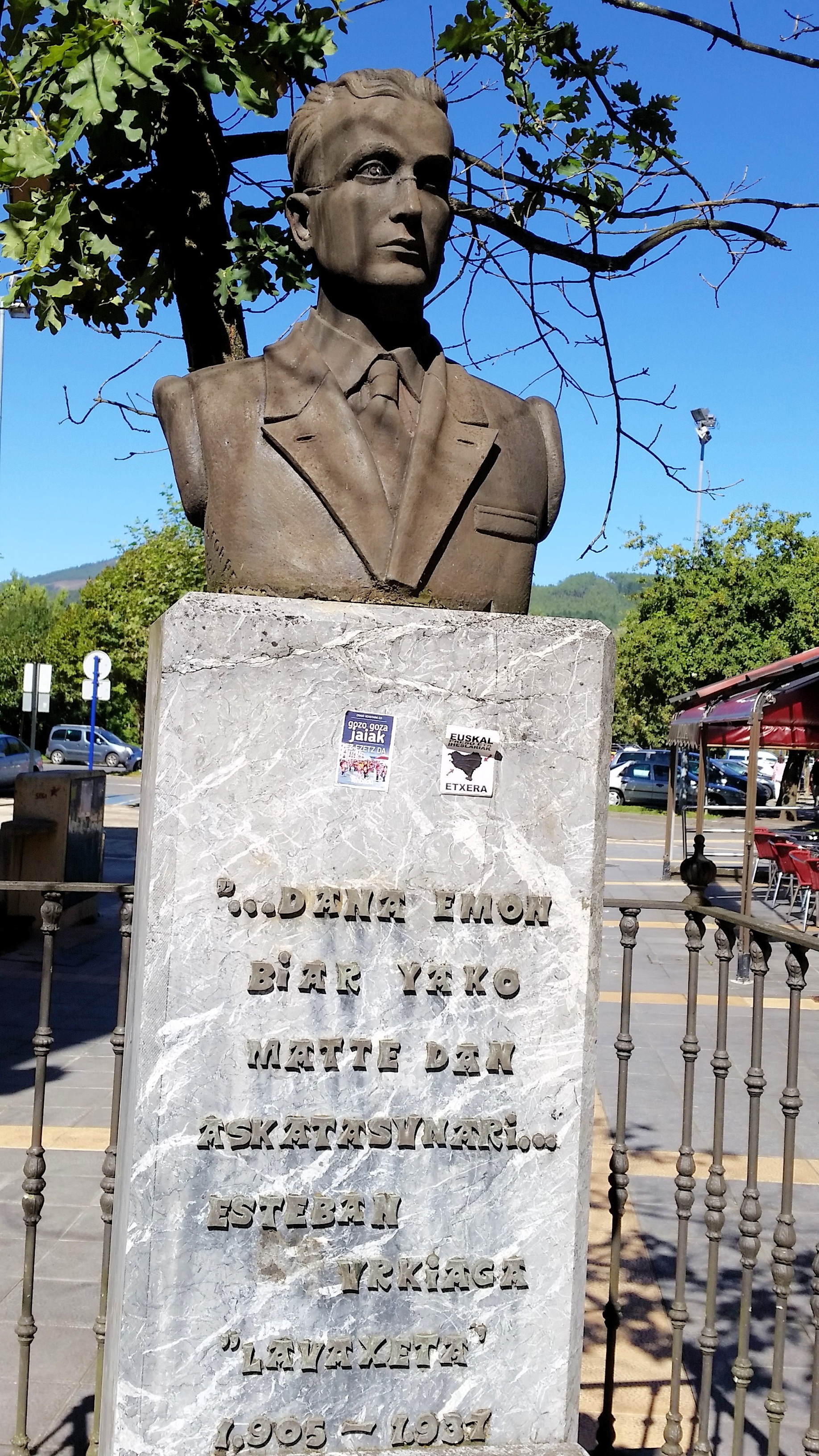
Escultura de Lauaxeta en Munguía.

Residente desde muy pequeño en Munguía, se formó con los jesuitas en Durango, Azpeitia y Oña, lugares en los que tuvo el primer acercamiento hacia el euskera y conoció a otros destacados autores, como Andima Ibiñagabeitia y Pío Montoya. Su temprana vocación religiosa le llevó al noviciado, pero lo abandonó para dedicarse al periodismo y la literatura. Ingresó en el Partido Nacionalista Vasco, donde se hizo cargo de diversas publicaciones en euskera. 
Su primer libro de poemas, Bide barrijak (Nuevos caminos), vio la luz en 1931 y, en 1935, Arrats beran (Al caer de la tarde), ambas obras en las que abandonó la tradición romántica de los poetas vascos tradicionales. También desarrolló una importante labor de traducción de las obras clásicas y de las vanguardias europeas al euskera, incluidos algunos libros de Federico García Lorca. Escribió algunas obras de teatro, como Asarre aldija (El enfado) y Epalya (El veredicto).
Al estallar la Guerra Civil y aprobarse el Estatuto de Autonomía del País Vasco, colaboró con el Gobierno Vasco, ocupándose de labores de propaganda al frente de diversas publicaciones, y fue comandante de Intendencia, sirviendo en Bilbao, donde destacó por haber ocultado a algunos sacerdotes que huían de los republicanos. El 29 de abril de 1937 se dirigió a Guernica como traductor para mostrar a unos corresponsales de guerra franceses de La Petite Gironde los efectos del bombardeo de la ciudad por la Legión Cóndor. Fue capturado por las tropas franquistas, sometido a consejo de guerra y condenado a muerte. Fue fusilado en el cementerio de Santa Isabel de Vitoria dos meses después, a pesar de las gestiones del Gobierno Vasco para realizar el canje por otro prisionero.